# Хлопчатник травянистый
Хлопчатник травянистый (лат. Gossypium herbaceum) — вид рода Хлопчатник семейства Мальвовые, являющийся многолетним растением, однако в культуре выращивается как однолетнее.

## Ботаническое описание
Высота от 0,5 до 2 метров. Листья широкие, покрыты волосками. Цветы чашеобразной формы, маленькие, жёлтые с фиолетовым центром (реже — белые с жёлтым центром). Ко времени созревания коробочка лопается. Урожайность составляет 140 кг хлопка на акр. Из семян растут белые волоски — волокна, которые могут быть отделены вручную, либо механически. Хлопковые волокна практически полностью состоят из целлюлозы и считаются самыми короткими и грубыми среди всех культивируемых представителей рода. Это волокно в основном используют для изготовления тканей на производстве. Кроме того, хлопок используется в медицинских целях. Опыляется птицами и пчёлами. Саженцы появляются через 5-15 дней после посева, а первый настоящий лист разворачивается спустя 7-9 дней, однако скорость роста зависит от температуры.

## Подвиды
Существуют два подвида:
- Gossypium herbaceum herbaceum
- Gossypium herbaceum africanum — произрастает на юге Африки.

## Галерея

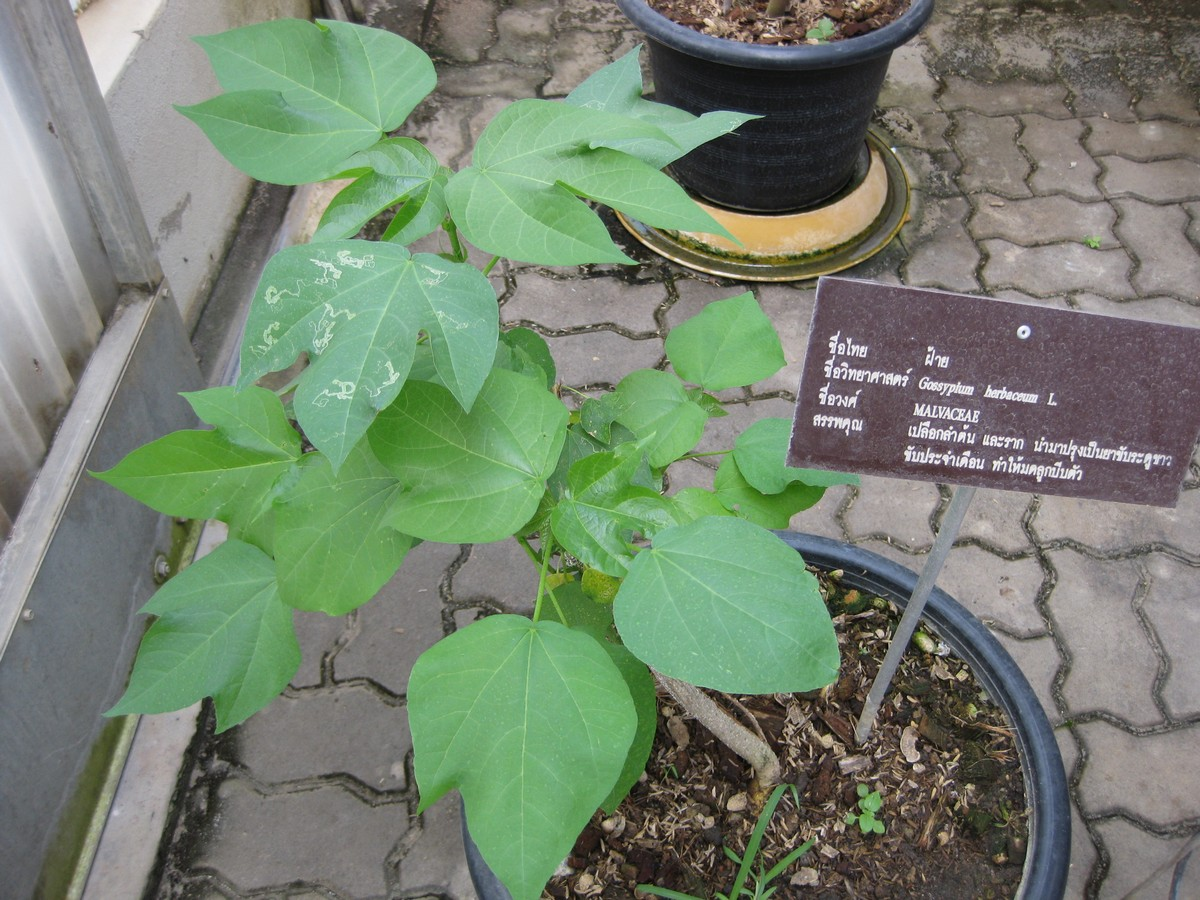
Листья
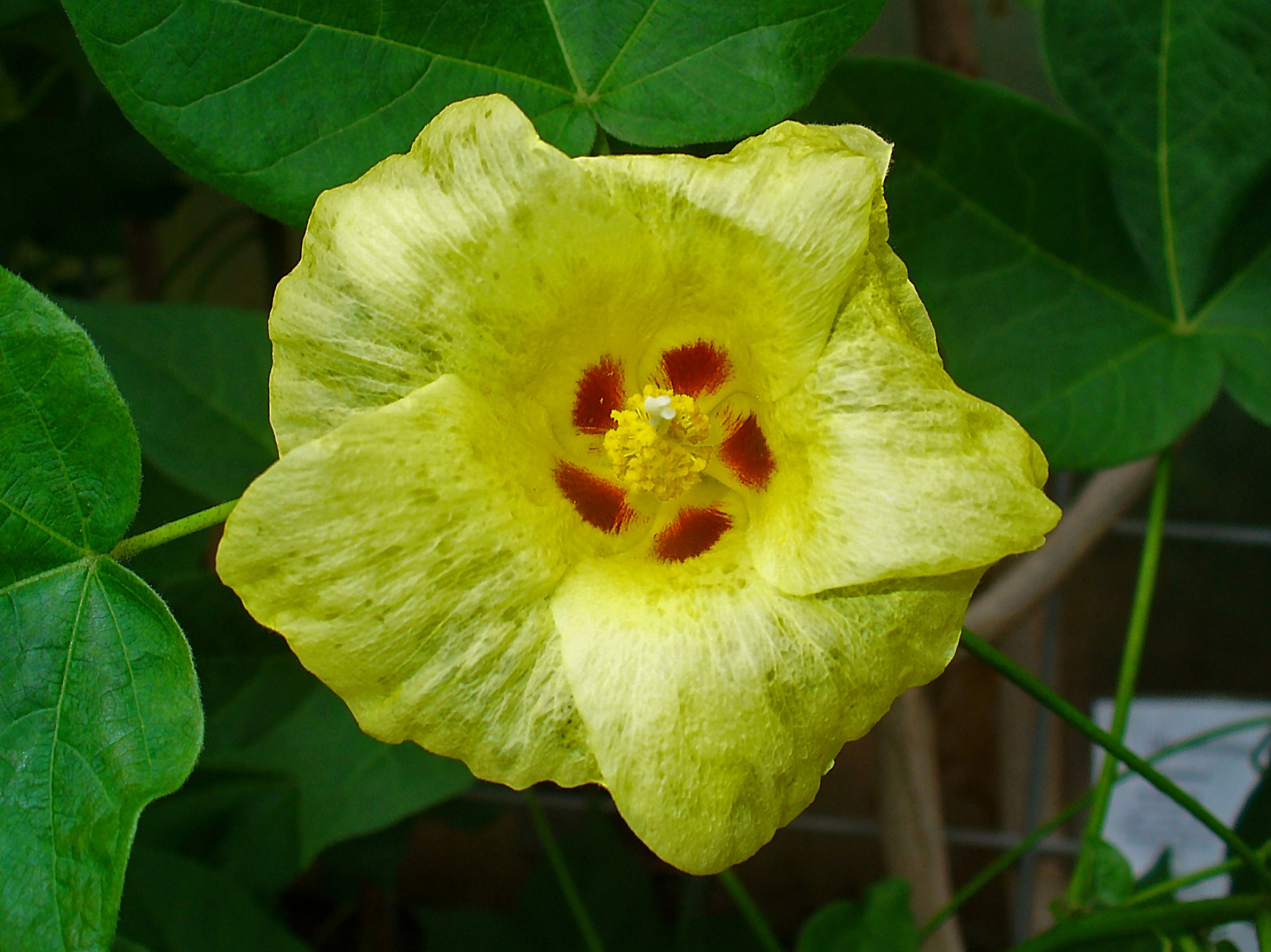
Жёлтый цветок
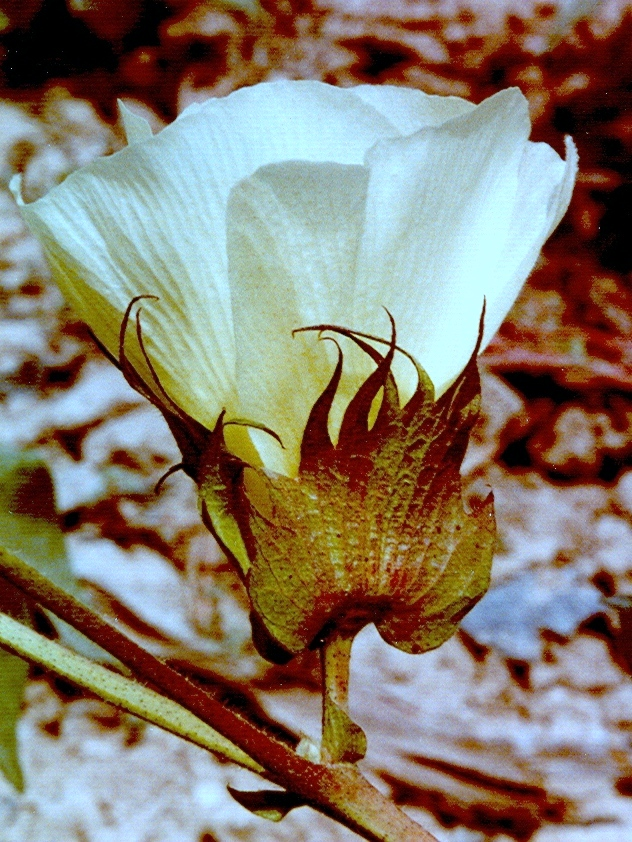
Белый цветок
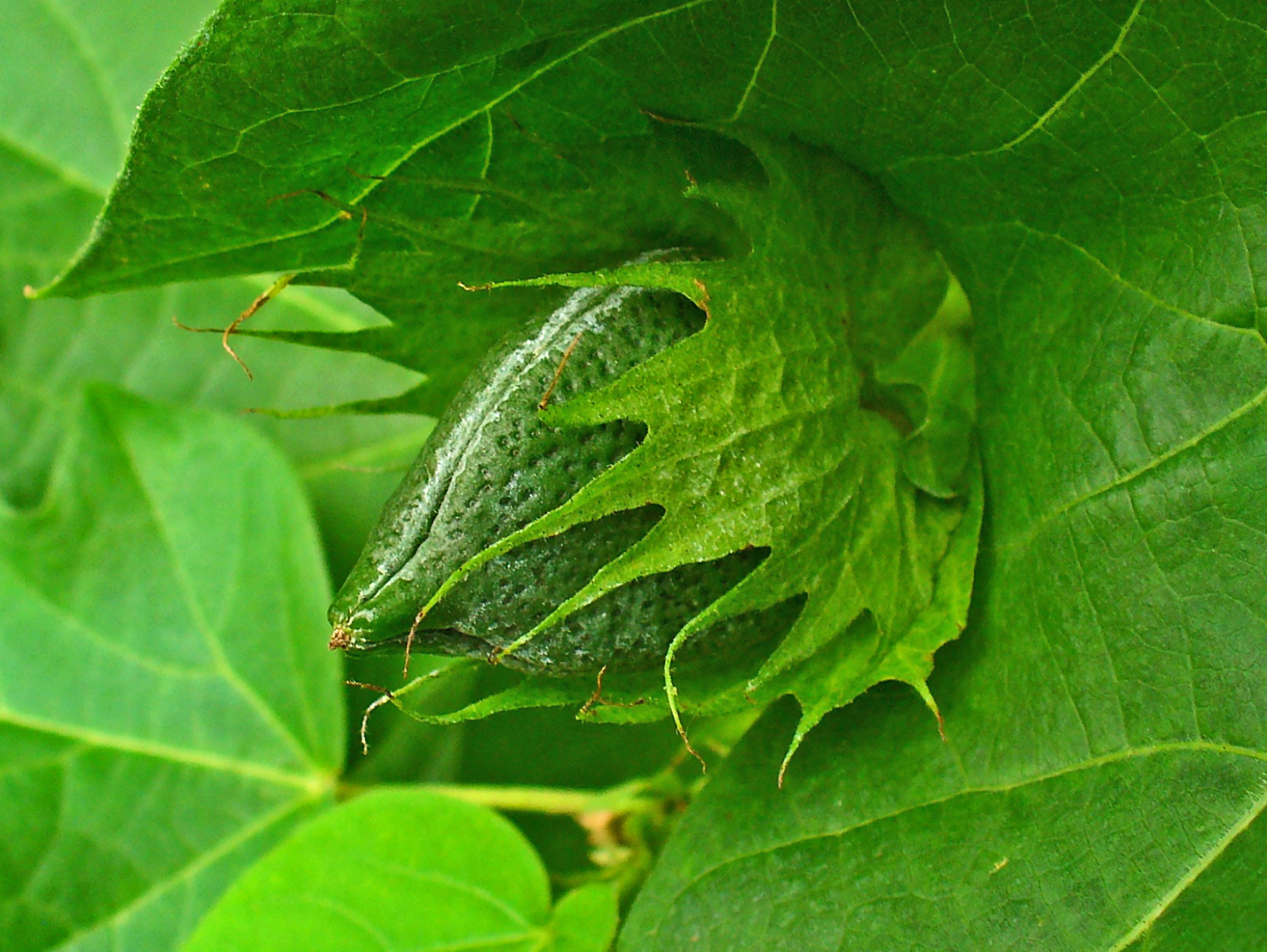
Незрелая коробочка
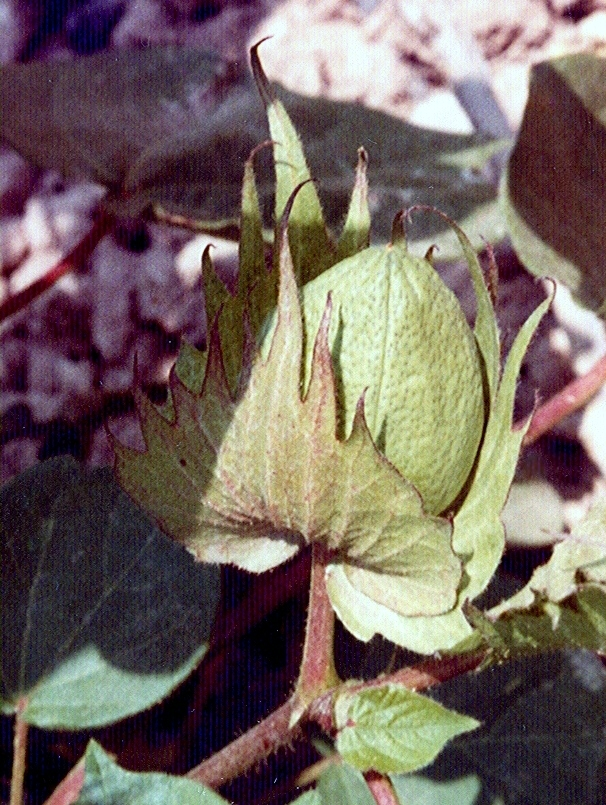
Коробочка
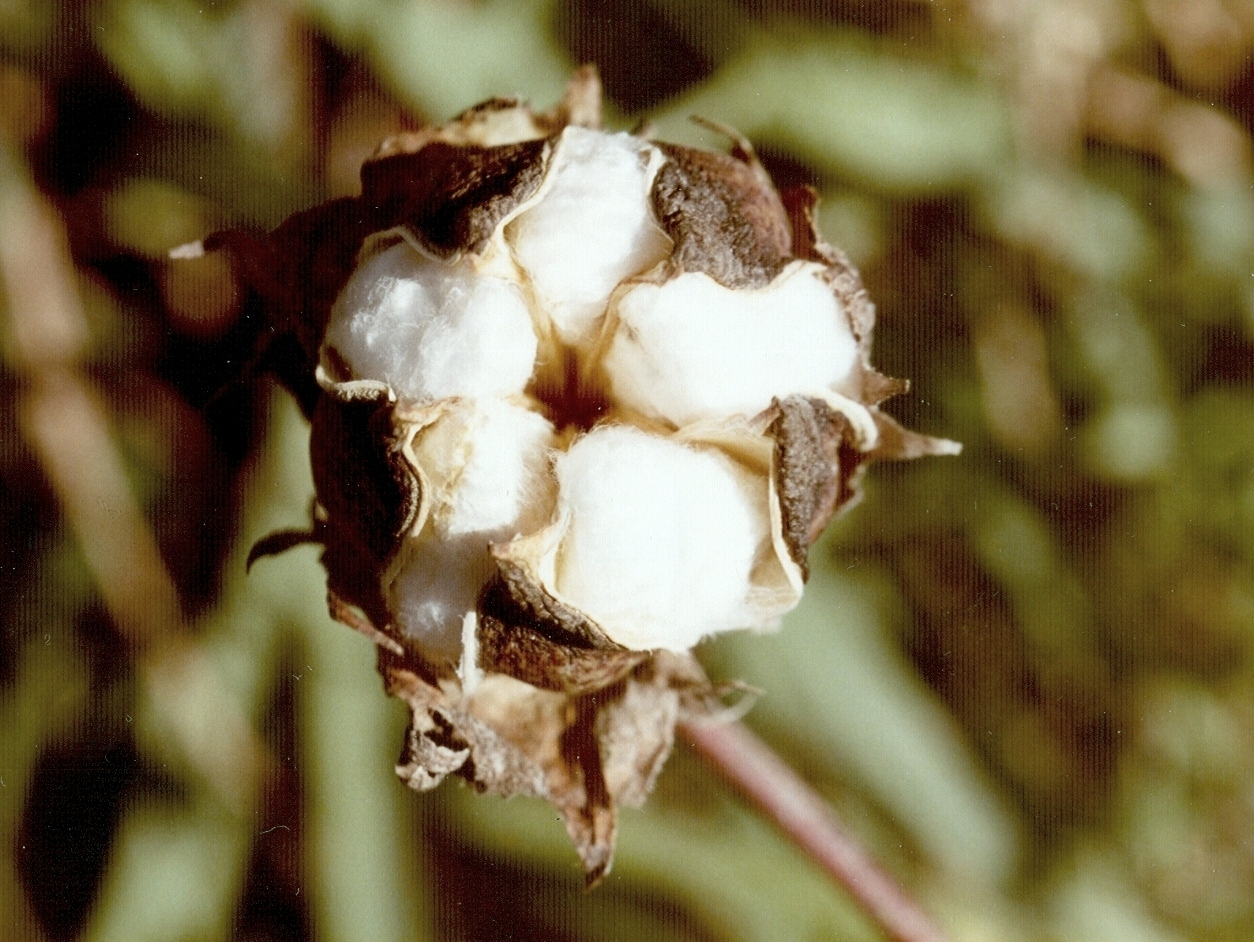
Открытая коробочка